# Trachinotus goodei
Trachinotus goodei is een  straalvinnige vissensoort uit de familie van horsmakrelen (Carangidae). De wetenschappelijke naam van de soort is voor het eerst geldig gepubliceerd in 1896 door Jordan & Evermann.
De vis komt voor in de kustwateren van het westen van de Atlantische Oceaan en vooral in het Caraïbisch gebied. Noordelijk tot de Verenigde Staten (43° noorderbreedte) en zuidelijk tot  Argentinië (37°zuiderbreedte). 
De soort, die erg snel kan zwemmen, staat op de Rode Lijst van de IUCN als niet bedreigd, beoordelingsjaar 2009.